# T&D控股

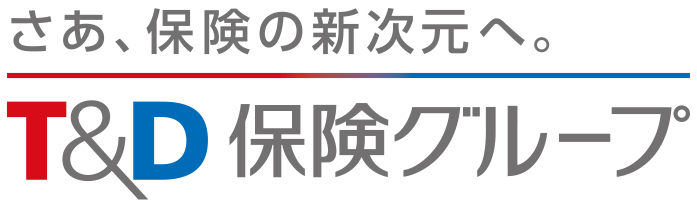

株式會社T&D控股（日语：株式会社T&Dホールディングス）是日本的一家金融控股公司，旗下有三家人壽保險公司。該公司是日經平均指數成份股之一。T&D控股成立於2004年，旗下有太陽生命保險和大同生命保險。

## 外部連結
- T&Dホールディングス （页面存档备份，存于）
  - T&Dホールディングス公式Facebook （页面存档备份，存于）
  - T&Dホールディングス公式Instagram
  - T&Dホールディングス公式Ｘ
  - T&Dホールディングス公式YouTube （页面存档备份，存于）